# Эквивалент сети

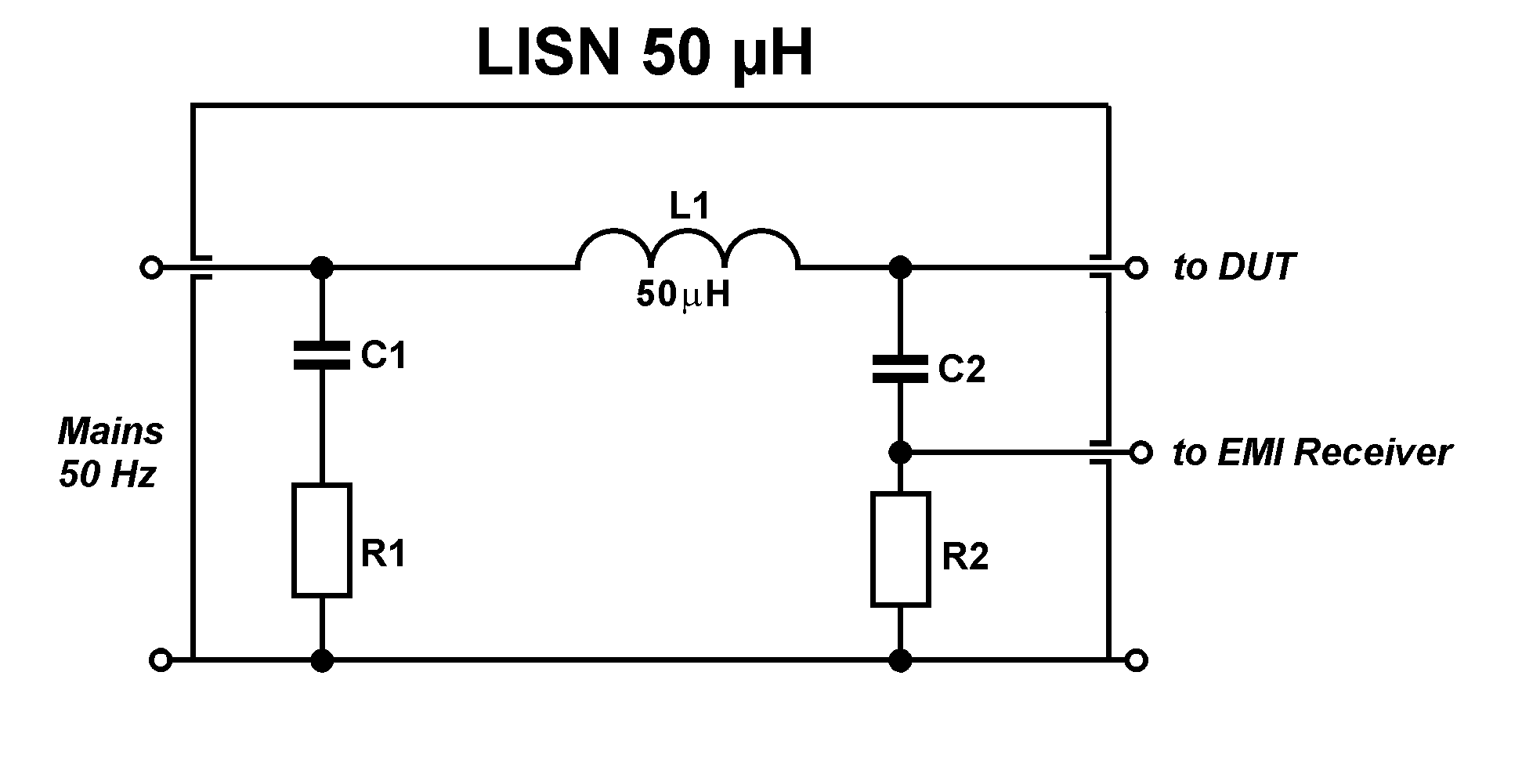
Электрическая схема эквивалента сети

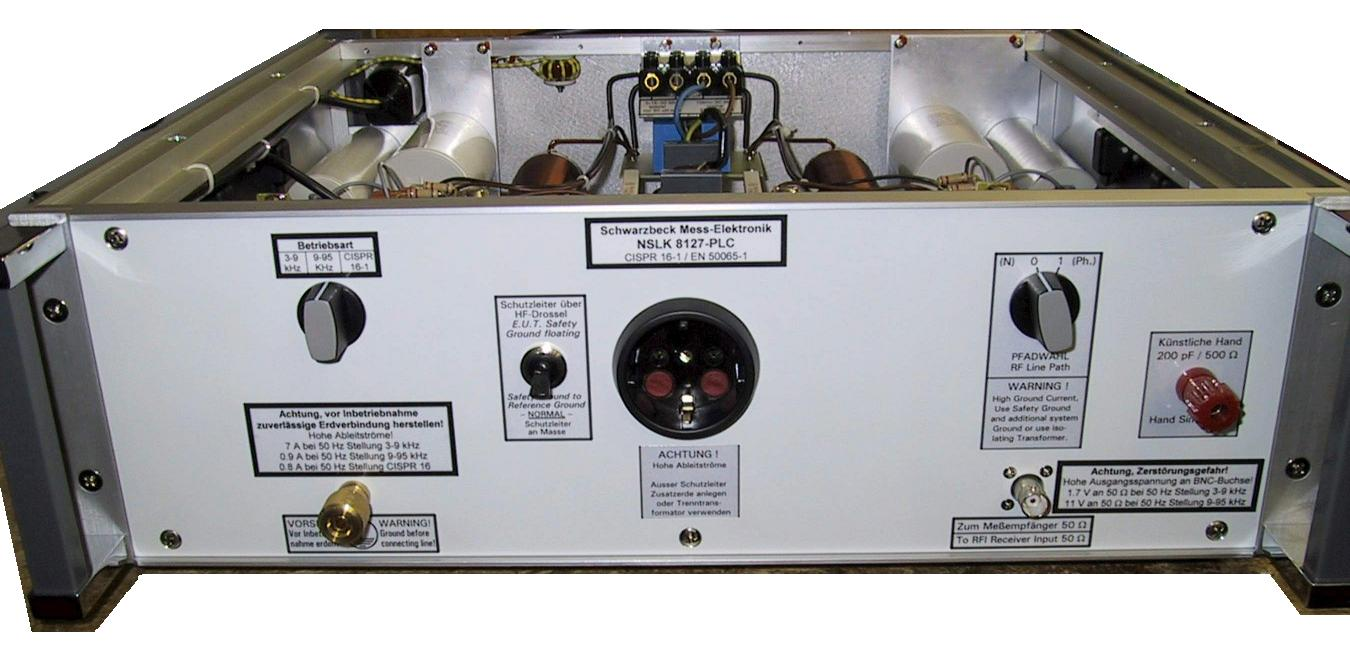
Эквивалент сети NSLK 8127

Эквивалент сети (англ. Line Impedance Stabilization Network, стабилизирующие сетевые линии, сокр. LISN) это электротехническое приспособление, которое используется как аналог сети низкого напряжения при измерениях и тестах на электромагнитную совместимость.
Эквивалент сети решает следующие задачи:
1. Снабжение проверяемого устройства сетевым напряжением.
2. Отфильтровывание высокочастотных составляющих сетевого напряжения.
3. Предоставление проверяемому устройству стандартного импеданса со стороны сети.
4. Соединение проверяемого устройства и измерительного прибора.

## Стандарты
Описание построения эквивалентов сети является частью различных стандартов. В последующем перечислены некоторые из них:
1. ГОСТ P 51319-99
2. CISPR 16-1-2
3. EN 55016-1-2
4. VDE 0876-1-2
5. MIL-STD-461

## Некоторые производители эквивалентов сетей
1. ФГУП «СКБ РИАП» (Нижний Новгород)
2. Schwarzbeck Mess-Elektronik (Германия)
3. Rohde&Schwarz (Германия)
4. Narda PMM (Италия)
5. «Emctestlab llc» (Россия)